# Cyperus wissmannii
Cyperus wissmannii là loài thực vật có hoa trong họ Cói. Loài này được O.Schwartz mô tả khoa học đầu tiên năm 1939.